# Portulaca guanajuatensis
Portulaca guanajuatensis är en portlakväxtart som beskrevs av Gilberto Ocampo. Portulaca guanajuatensis ingår i släktet portlaker, och familjen portlakväxter. Inga underarter finns listade i Catalogue of Life.